# 小漕港
小漕港（おこぎこう）は、愛媛県越智郡上島町岩城（岩城島）にある港湾。管理者は上島町。地方港湾。

## 航路
- 三光汽船
  - 小漕港 - 洲江港（生口島） 所要時間は約5分[3]

- 小漕港